# 気がむけば電話して
「気がむけば電話して」（きがむけばでんわして）は、南沙織通算18枚目のシングル。1976年3月1日発売。発売元はCBS・ソニー。なお、イニシャル・プレス盤では「ふりむいた朝」（ - あさ）がA面となっている。

## 解説
前々作「人恋しくて」（1975年8月1日）でヒットを飛ばした "中里綴・田山雅充" コンビによる楽曲を2曲収録。
イニシャル・プレス（初回生産）盤は「ふりむいた朝」をA面として発売されたが、発売1週間後のプレス盤からはシンシア自身の意向で「気がむけば電話して」がA面に差替えられた。結果的に2曲とも同等に扱われることが多く、両A面的なシングル盤になった。
実情としては、例えば松田聖子のシングル「ガラスの林檎」（1983年8月1日）のB面だった「SWEET MEMORIES」が発売後評判になり、「ガラスの林檎／SWEET MEMORIES」の両A面シングルとして再プレスされたのとは違い、「ふりむいた朝」がB面にまわされた、というニュアンスが近い。
この頃からシンシア本人も自分の歌に対して少しずつ意見を出すようになった、という話をのちに音楽プロデューサー・酒井政利が語っている。

## 収録曲
両楽曲とも、作詞: 中里綴、作曲: 田山雅充、編曲: 萩田光雄
1. 気がむけば電話して（3:12）
2. ふりむいた朝（3:09）

## 収録作品（LP・CD）
- 気がむけば電話して

Best of Best 南沙織のすべて
南沙織ヒット全曲集 -1976年版-
シンシアのハーモニー
シンシア・ラブ
シンシア・メモリー
THE BEST / 南沙織 -1978年11月版-
THE BEST / 南沙織 -1979年11月版-
Cynthia Memories
GOLDEN J-POP/THE BEST 南沙織
CYNTHIA ANTHOLOGY
ドーナツ盤型12cmCDコレクション
Cynthia Premium
GOLDEN☆BEST 南沙織 コンプリート・シングルコレクション
ゴールデン☆アイドル 南沙織
- 気がむけば電話して -Album Version-

素顔のままで
Cynthia Premium
- ふりむいた朝

Best of Best 南沙織のすべて
シンシアのハーモニー
シンシア・ラブ
南沙織ベスト Recall 〜28 SINGLES SAORI + 1〜
Cynthia Memories
CYNTHIA ANTHOLOGY
ドーナツ盤型12cmCDコレクション
Cynthia Premium
GOLDEN☆BEST 南沙織 コンプリート・シングルコレクション
ゴールデン☆アイドル 南沙織
- ふりむいた朝 -Album Version-

素顔のままで
Cynthia Premium